# Simulium multistriatum
Simulium multistriatum är en tvåvingeart som beskrevs av Rubtsov 1947. Simulium multistriatum ingår i släktet Simulium och familjen knott. Inga underarter finns listade i Catalogue of Life.